# 輝く郷土
「輝く郷土」（かがやくきょうど）は日本の都道府県の一つ、宮城県が1946年（昭和21年）に制定した2代目の県民歌である。作詞・遠山徳男、作曲・福井文彦。
本項では同じSPレコードのB面に収録されている「宮城県体育歌」（みやぎけんたいいくか）についても解説する。

## 概要
蔵王山や松島、青葉城など県内の名所を歌い込んだ1939年（昭和14年）制定の初代「宮城県民歌」に対して本曲は七五調で労働の喜びを歌い上げて新しい郷土の建設にかけた意気込みを表現する点が特徴で、第二次世界大戦後に各地で制定が相次いだ「復興県民歌」の第1号とされる。1948年（昭和23年）には、日本コロムビアが藤山一郎と安西愛子の歌唱によりSP盤（規格品番：PR335）を製造した。
県の公式サイトでは旧「県民歌」と「輝く郷土」のいずれも歌詞のみ紹介されているが、現在の正式な県民歌については2代目の「輝く郷土」1曲のみと規定している。楽譜はレコード製造と同年に刊行された『宮城県読本』上巻で巻頭に収録。

## 沿革
宮城県には1941年（昭和16年）の太平洋戦争開戦以前から1939年（昭和14年）2月に発表された「宮城県民歌」が存在していたが、戦前に制定された他の県民歌の多くと同様に1945年（昭和20年）の終戦を境として演奏が控えられるようになった。そのため「戦争により荒廃した県土の復興と理想の郷土を新たに築くための士気高揚」を制定意義とする「復興県民歌」として新たな県民歌を作成することになり、宮城県と旧「宮城県民歌」制定を主導した河北新報社が合同で歌詞の懸賞公募を実施した。応募総数は664篇で、河北新報の1946年2月21日付紙面において入選1篇と佳作2篇が発表される。審査委員を務めた詩人の白鳥省吾は「いままで各地の県民歌は堅く潤ひのなかったものだが、今度の第一位のものは相当清純な感じがし、愛誦に値するものと思ふ」、河北新報の俳句選者であった阿部みどり女は「全体的に角ばったところがなく、歌ひやすい点もよいと思ひました。仙台平野と一寸のぞかしたところもいい」と、それぞれ講評を残している。
発表演奏会は3月10日に宮城高等女学校講堂で開催され、同日より仙台中央放送局がラジオ放送による演奏を実施した。

### 制定後
当時の『宮城県公報』に「輝く郷土」を県民歌として制定した旨の告示は見当たらず『宮城県史』においても「輝く郷土」に関する記述は見出せない。そのため「輝く郷土」と旧「県民歌」のいずれも1960年代から1970年代にかけて廃れていた時期があり、この時期に刊行された資料では宮城県の県民歌を「未制定」と記述するものが多かった。
2001年（平成13年）の第56回新世紀みやぎ国体開催を前に宮城県議会では「戦後復興を強調した歌詞の内容が陳腐化している」として新県民歌の制定による“代替わり”を求める質問も行われたが、特に進展は無く開会式の県旗掲揚時に演奏されている。
2022年（令和4年）11月1日に開催された「宮城県制150周年記念式典」では仙台市立第一中学校合唱団が「輝く郷土」を歌唱し、国体開催から21年ぶりに公的行事での演奏が実現した。同日付の河北新報では別刷特集中で2代目県民歌の制定経緯を紹介しており、同紙のYouTube公式チャンネルでレコード音源が公開されている。

## 宮城県体育歌
1948年（昭和23年）に製造された「輝く郷土」SP盤のB面には「宮城県体育歌」が収録されている。作詞・小川保、作曲・福井文彦、編曲・古関裕而。
この楽曲は2代目県民歌「輝く郷土」制定から2年半後の1948年9月に宮城県体育協会（現：宮城県スポーツ協会）が選定したもので、公的行事においては、1950年（昭和25年）に県営宮城球場の開場記念式典で合唱が行われた。なお宮城県と第7回国民体育大会（東北3県国体）を共同開催した山形県は宮城県と同じ年の5月に「スポーツ県民歌」、福島県は2年後に「福島県スポーツの歌」といずれも古関の作曲になる体育歌を制定したが、第7回大会の3県共通テーマ曲としては古関が作曲した「第七回国民体育大会讃歌」が採用されている。